# Pterinochilus simoni
Pterinochilus simoni é uma espécie de aranha pertencente à família Theraphosidae (tarântulas).